# Pep Parade
De Pep Parade was een periodieke uitgifte van het Nederlandse stripweekblad Pep.
Het werd uitgegeven in pocketformaat en bevatte originele korte verhalen van Franco-Belgische stripfiguren als Lucky Luke, Asterix, Tanguy en Laverdure, Blueberry, Roodbaard, Olivier Blunder, Dan Cooper, Michel Vaillant en Ravian, alsmede puzzelpagina's (meestal geïllustreerd door de respectievelijke stripartiesten) en achtergrondartikelen, veelal geschreven door Tanguy en Laverdure/Blueberry/Roodbaard auteur Jean-Michel Charlier. In totaal verschenen er tussen 1969 en 1974 tien edities van dit boekje. De Pep Parade was 260 pagina's dik en werd uitgegeven door De Geïllustreerde Pers (delen 1-7) en haar dochter Amsterdam Boek (delen 8-10). Geen oorspronkelijk Nederlands werk was opgenomen in de reeks, in tegenstelling tot het moederblad.
De eerste vijf delen waren bewerkte vertalingen van de originele 9-delige Super Pocket Pilote-reeks (1968-1970, Dargaud) en de laatste vijf van (een deel van) de originele 38-delige Tintin pocket sélection-reeks (1968-1977, Lombard, die op eigen titel doorging met de – ongewijzigde – Nederlandstalige publicatie van hun Kuifje pocket-reeks na het laatste deel van Pep Parade). Vergeleken met de Franstalige Lombard bronpublicaties waren de laatste vijf Pep Parades lijvig te noemen met circa 260 pagina's ieder, ten opzichte van hun circa 160 pagina's tellende Lombard tegenhangers. De Dargaud-uitgaven telden eveneens 260 pagina's, net als de eerste vijf Pep Parades.
De colofons in de Franse Super Pocket Pilote bronpublicaties gaven vanaf deel 5 aan dat de Nederlandstalige versie voorzien was, daar De Geïllustreerde Pers als partner vermeld is. Behalve een Nederlandstalige versie is er vrijwel gelijktijdig een Italiaanse versie verschenen, Superalbo Audacia (1969, zes delen), waarvoor de eveneens vermelde uitgeverij Mondadori de honneurs waarnam. Vermeld moet worden dat niet alles uit de Franse uitgaven in vertaling is verschenen in de internationale edities, met name die strips en artikelen met een heel sterk Frans karakter, waardoor er uiteindelijk in het totaal, qua omvang van de inhoud, vier – drie voor Italië – delen (vooralsnog) onvertaald bleven.
Het gros van de korte verhalen, is later herdrukt en gebundeld in stripalbums en opgenomen in de individuele reeksen van de respectievelijke striphelden, ondanks dat in de meeste gevallen aanzienlijke redactionele aanpassingen vereist waren om deze verhalen geschikt te maken voor het grotere albumformaat – van circa A5-formaat naar circa A4-formaat.